# Jozef Adámik
Jozef Adámik (Komárno, 20 aprile 1985) è un calciatore slovacco, difensore del Svätý Peter.

## Carriera

### Club
Dalla stagione 2004-2005 alla stagione 2007-2008 gioca nel Dubnica nella Superliga slovacca. Nel 2008 si trasferisce al Dukla Banská Bystrica, squadra dello stesso campionato, con cui gioca fino al 2010-2011. Nel 2011 passa al campionato ceco, ingaggiato dal Baník Ostrava. Nel 2012 torna in Slovacchia, ingaggiato dal Tatran Prešov.

### Nazionale
Il 20 marzo 2005 ha disputato una partita con la nazionale U-21 contro l'Estonia, valida per le qualificazioni al campionato europeo di calcio Under-21 2006.